# Colpodichius
Colpodichius is een geslacht van kevers uit de familie van de loopkevers (Carabidae). De wetenschappelijke naam van het geslacht is voor het eerst geldig gepubliceerd in 1952 door Straneo.

## Soorten
Het geslacht Colpodichius is monotypisch en omvat slechts de volgende soort:
- Colpodichius platyderoides Straneo, 1952